# Соколова Галина Андріївна
Галина Андріївна Соколова (рос. Соколова Галина Андреевна; 5 листопада 1919, Петроград, РСФСР — 24 грудня 2012) — російська радянська живописниця, член Санкт-Петербурзької Спілки художників (до 1992 року Ленінградської організації Спілки художників РСФСР).

## Біографія
Галина (до шлюбу Зеленська) народилася 5 листопада 1919 року в Петрограді. В 1934—1939 роках навчалася в Ленінградському художньо-педагогічному училищі. В 1940 році вступила на факультет живопису Ленінградського інституту живопису, скульптури та архітектури, який закінчила в 1949 році в класі Віктора Орєшникова з присвоєнням кваліфікації художника живопису. Дипломна робота — «Відновлення фонтана „Самсон“ в Петропалаці».
Брала участь у виставках з 1949 року. Член Ленінградської Спілки художників з 1952 року. Писала жанрові картини, пейзажі, натюрморти. Вийшла заміж за художника Олександра Соколова (1918—1973), разом з яким займалася в майстерні Віктора Орєшникова.
В 1973—1990 роках працювала в Ленінградському Комбінаті живописно-оформлювального мистецтва. Найбільшу популярність отримала як авторка живописних натюрмортів з квітами та фруктами.
Витвори Соколової знаходяться в музеях та приватних зібраннях Росії, Франції, США, Великої Британії та інших країн.